# Ісокадзе (1939)
Ісокадзе (Isokaze, яп. 磯風) — ескадрений міноносець Імперського флоту Японії, який брав участь у Другій світовій війні.
Корабель, який став дванадцятим (за датою закладання) серед есмінців типу «Кагеро», спорудили у 1940 році на верфі ВМФ у Сасебо.
На момент вступу Японії до Другої світової війни Ісокадзе належав до 17-ї дивізії ескадрених міноносців, яка в межах підготовки до нападу на Перл-Гарбор перейшла 18—22 листопада з Саєкі (острів Кюсю) до острова Еторофу (Ітуруп) у Курильському архіпелазі. Звідси кораблі дивізії вирушили у складі охорони ударного авіаносного з'єднання адмірала Нагумо, яке 7 грудня завдало удару по головній базі Тихоокеанського флоту США. 24 грудня Ісокадзе прибув до Куре.
8—14 січня 1942-го Ісокадзе та ще 8 есмінців і легкий крейсер здійснили перехід разом зі з'єднанням із 4 авіаносців до атола Трук у центральній частині Каролінських островів (ще до війни тут створили потужну базу японського ВМФ, з якої до лютого 1944-го провадили операції в цілому ряді архіпелагів). Метою походу була підтримка вторгнення до архіпелагу Бісмарка, в межах якої 17 січня з'єднання полишило Трук та попрямувало на південь, завдавши 20 січня авіаудару по Рабаулу на острові Нова Британія (після швидкого захоплення японським десантом тут створять головну передову базу, з якої наступні два роки провадитимуться операції на Соломонових островах та сході Нової Гвінеї). 27 січня Ісокадзе повернувся на Трук.
1 лютого 1942-го Ісокадзе вийшов у складі охорони трьох авіаносців (один напередодні відбув у Японію по нові літаки), які без успіху спробували наздогнати американську авіаносну групу, що того дня завдала удару по Маршаллових островах, а потім попрямували на Палау (важлива база на заході Каролінських островів).
15 лютого 1942-го Ісокадзе, ще 7 есмінців та легкий крейсер вийшли з Палау для супроводу ударного з'єднання (3 авіаносці, 2 важкі крейсери), що 19 лютого завдало удару по австралійському Порт-Дарвін. 21 лютого загін прибув до затоки Старінг-Бей (північно-східний півострів острова Целебес).
25 лютого 1942-го Ісокадзе разом з 11 іншими есмінцями та легким крейсером вирушили зі Старінг-Бей у складі охорони з'єднання, яке включало 4 авіаносці, 4 лінкори та 5 важких крейсерів. Завданням цих сил була підтримка вторгнення на Яву та перехоплення ворожих кораблів, що спробують полишити острів. 7 березня Ісокадзе разом зі ще 3 есмінцями прикривали 2 лінкори, які провели бомбардування острова Різдва (за три сотні кілометрів на південь від Яви). 11 березня Ісокадзе повернувся до Старінг-Бей.
27 березня 1942-го Ісокадзе, ще 10 есмінців та легкий крейсер попрямували зі Старінг-Бей для охорони ударного з'єднання, що вийшло у великий рейд до Індійського океану та включало 5 авіаносців, 4 лінкори та 2 важкі крейсери. 9 квітня японські авіаносці провели останній великий бій цієї операції і невдовзі з'єднання попрямувало до Японії для відновлювального ремонту ряду основних кораблів. 27 квітня Ісокадзе досягнув Куре, де став на нетривалий доковий ремонт.
27 травня 1942-го Ісокадзе та ще 10 есмінців і легкий крейсер вийшли в море в межах мідвейської операції, виконуючи завдання з ескортування ударного авіаносного з'єднання — «Кідо Бутай». 4 червня «Кідо Бутай» зазнало нищівної поразки в битві при Мідвеї, при цьому Ісокадзе разом з есмінцем «Хамакадзе» надавав допомогу пошкодженому авіаносцю «Сорю» та знімав з нього екіпаж, а потім добив цей корабель торпедами. У підсумку вцілілі кораблі з'єднання повернулись до Куре.
7 серпня 1942-го союзники висадились на сході Соломонових островів, що започаткувало шестимісячну битву за Гуадалканал та змусило японське командування перекидати сюди підкріплення. Як наслідок, уже 8 серпня Ісокадзе та інші есмінці його дивізії вийшли з Куре та попрямували до Океанії, при цьому більшість загону прибула на атол Трук у центральній частині Каролінських островів (тут ще до війни створили потужну базу японського ВМФ), тоді як Ісокадзе попрямував до Рабаула — головної передової бази в архіпелазі Бісмарка, з якої здійснювались операції на Соломонових островах та сході Нової Гвінеї. Тут есмінець на кілька діб залучили до охорони важкого крейсера «Тьокай» (флагман Восьмого флоту, штаб якого був саме в Рабаулі) і 22—23 серпня Ісокадзе супроводив цей крейсер до якірної стоянки Шортленд (прикрита групою невеликих островів Шортленд акваторія біля південного завершення острова Бугенвіль, де зазвичай відстоювались бойові кораблі та перевалювались вантажі для подальшої відправки на схід Соломонових островів).
24 серпня 1942-го Ісокадзе разом зі ще трьома есмінцями вийшов з Шортленду на схід. У ніч проти 25 серпня цей загін разом з есмінцем «Кагеро» (останній патрулював біля Гуадалканала) провів обстріл аеродрому Гендерсон-Філд, після чого всі 5 есмінців рушили на північ для зустрічі конвою, який прямував з Труку і саме 25 серпня відновив свій рух — напередодні транспортний загін перечікував, чим завершиться зіткнення авіаносних з'єднань, відоме як битва біля східних Соломонових островів. Хоча, відповідно до японських очікувань, авіаносна авіація не атакувала конвой, проте удари літаків з Гуадалканалу та Еспіриту-Санто призвели до загибелі та пошкодження кількох кораблів і змусили залишки конвою узяти курс на Шортленд. При цьому Ісокадзе та ще два есмінці відокремились і в ніч проти 27 серпня висадили 350 бійців на Гуадалканалі, після чого вже попрямували на Шортленд.
27 серпня 1942-го Ісокадзе вийшов у транспортний рейс до Гуадалканалу, проте він був скасований. Наступної доби есмінець повторив спробу, але й цього разу місію скасували. 4—6 вересня Ісокадзе разом з двома іншими есмінцями ескортував конвой з Шортленда до Рабаула.
10 вересня 1942-го Ісокадзе разом зі ще двома есмінцями вийшов із Рабаула для евакуації кількох сотень японських бійців, що 24 серпня після потоплення їхньої баржі авіацією опинились на острові Гуденаф (сотня кілометрів на північ від південно-східного завершення Нової Гвінеї, де японці провели невдалу десантну операцію у Мілн-Бей). 11 вересня у Соломоновому морі біля острова Вакута, за сто тридцять кілометрів від Гуденафу, загін був атакований авіацією. Ісокадзе зазнав незначних пошкоджень від близьких вибухів, а от інший есмінець «Яйой» загинув.
13—14 вересня 1942-го Ісокадзе разом зі ще щонайменше одним есмінцем здійснив транспортний рейс до Гізо (острів у центральній частині Соломонових островів, за три сотні кілометрів на північний схід від Гуадалканалу), звідки повернувся до Рабаула 17 вересня.
22 вересня Ісокадзе разом з есмінцем «Мотідзукі» зустрів біля центральної частини південного узбережжя Нової Британії човен з кількома моряками «Яйой», які повідомили, що багато членів екіпажу останнього попливли до узбережжя острова Норманбі (півсотні кілометрів від входу до Мілн-Бей). Есмінці попрямували сюди та в ніч проти 23 вересня протягом 1,5 години намагались знайти моряків з «Яйой», подаючи сигнали прожекторами та сиренами. Втім, ці пошуки завершились безрезультатно й кораблі мусили повернутись до Рабаула. За кілька діб японський літак помітив на узбережжі Норманбі групу з десятка осіб, яка могла бути тими самими моряками. У ніч проти 26 вересня вони були евакуйовані Ісокадзе та «Мотідзукі», що 27 вересня прибули у Рабаул.
Через кілька діб Ісокадзе пройшов на Трук. 11 жовтня 1942-го з Труку вийшло кілька з'єднань японського флоту, які розпочали патрулювання північніше від Соломонових островів у межах підтримки операцій на Гуадалканалі (обстріл аеродрому Гендерсон-Філд, проведення 1-го штурмового конвою до Тассафаронга). Ісокадзе та ще 6 есмінців і легкий крейсер охороняли при цьому загін адмірала Абе, який мав 2 лінкори та 3 важкі крейсери. В останній декаді жовтня відбулась битва біля островів Санта-Круз, під час якої все вирішила дуель авіаносців, а надводні сили так і не вступили у бій. 30 жовтня загін Абе повернувся на Трук.
2—7 листопада 1942-го Ісокадзе та ще 2 есмінці супроводили легкий авіаносець «Дзуйхо» та важкий крейсер «Кумано» з Труку до Японії, після чого Ісокадзе пройшов короткочасний ремонт. 30 листопада — 10 грудня Ісокадзе разом зі ще одним есмінцем ескортували важкі крейсери «Мьоко» та «Хагуро», які доправили з Йокосуки до Рабаула бійців морської піхоти, а після розвантаження прибули на Трук.
16—20 грудня 1943-го Ісокадзе та ще один есмінець і легкий крейсер здійснили вихід з Труку до моря Бісмарка для охорони авіаносця «Дзюнйо». Це було складовою частиною операції з підсилення японської присутності на північному узбережжі Нової Гвінеї, яка включала проведення конвоїв до Веваку та Мадангу і зайняття Порт-Холландія.
25—28 грудня 1942-го Ісокадзе перейшов з Труку до Рабаула, а від 5 до 10 січня 1943-го його разом зі ще чотирма есмінцями залучили до проведення конвою постачання з Рабаулу на Нову Гвінею до Лае (у глибині затоки Хуон), при цьому під час операції були втрачені 2 із 5 транспортів. 10 січня у морі Бісмарка при поверненні конвою до Рабаулу американський підводний човен «Аргонот» дав невдалий торпедний залп по есмінцях, після чого Ісокадзе та «Майкадзе» контратакували глибинними бомбами та потопили ворожу субмарину.
13 січня 1943-го Ісокадзе повернувся на Шортленд та 15 січня здійснив транспортний рейс до Гуадалканалу. 23 та 25 січня Ісокадзе здійснив два транспортні рейси до центральної частини Соломонових островів — спочатку до затоки Реката на північному узбережжі острова Санта-Ісабель (тут була база японської гідроавіації), а потім до острова Коломбангара (частина архіпелагу Нью-Джорджія).
Тим часом японське командування вже ухвалило рішення про евакуацію військ з Гудалканалу і 1, 4 та 7 лютого Ісокадзе здійснив рейси для вивозу гарнізону з цього острова (всього в цій операції залучили 20 есмінців). Під час повернення з останнього із цих походів Ісокадзе зазнав пошкодження від двох близьких вибухів, загинуло 10 членів екіпажу. 8—9 лютого есмінець прямував до Рабаула для аварійного ремонту, а 27 лютого — 2 березня перейшов на Трук для дальшого відновлення. 22—29 березня Ісокадзе ескортував до Куре авіатранспорт «Кейо-Мару», після чого більш як три місяці проходив завершальний ремонт.
10—15 липня 1943-го Ісокадзе разом зі ще 5 есмінцями та 2 легкими крейсерами здійснювали ескортування великого угруповання (3 авіаносці, 1 ескортний авіаносець, 1 гідроавіаносець, 3 важкі крейсери) з Японії на Трук. На той час союзники вже висадились на островах Нью-Джорджія (центральна частина Соломонових островів) і в регіоні знову розгорілись важкі бої. 19—21 липня Ісокадзе виконав перехід до Рабаулу у складі загону, що доправляв війська (до нього включили гідроавіаносець, всі крейсери та 5 із 6 есмінців, які нещодавно прибули з Японії).
У Рабаулі Ісокадзе та ще два есмінці прийняли на борт по 250 бійців, після чого того ж 21 липня рушили разом з гідроавіаносцем «Ніссін» до Шортленду. 22 липня вже на підході до пункту призначення загін атакувала ворожа авіація, якій вдалось уразити «Ніссін». Гідроавіаносець затонув, причому в умовах бою та внаслідок швидкого розвитку катастрофи есмінцям вдалося врятувати лише дві сотні осіб, загинуло більш ніж тисяча членів екіпажу та бійців японської армії.
24—26 липня 1943-го Ісокадзе та ще два есмінці супроводили на Трук ті самі 3 важкі та 2 легкі крейсери, які за кілька діб до того прибули до Рабаула, а 6—8 серпня Ісокадзе разом зі ще двома есмінцями ескортував до Рабаулу два інші важкі крейсери, що виконували завдання з транспортування військ. Після цього крейсери попрямували назад, тоді як Ісокадзе залишився в архіпелазі Бісмарка.
17—18 серпня 1943-го Ісокадзе разом із трьома іншими есмінцями здійснив вихід до острова Велья-Лавелья (найзахідніший в архіпелазі Нью-Джорджія) з метою прикриття загону барж. Це призвело до нічного бою при Хораніу з кількома американськими есмінцями, під час якого Ісокадзе зазнав незначних пошкоджень від влучання 127-мм снаряда, який не здетонував.
22 та 26 серпня 1943-го Ісокадзе разом зі ще щонайменше двома есмінцями здійснив евакуаційні виходи до Рекати, при цьому перший довелося скасувати через присутність ворожих сил. А на початку вересня есмінець провів два транспортні рейси — 1 числа до Тулуву на мисі Глочестер, що утворює західне завершення острова Нова Британія, а 4 вересня до Буки (порт на однойменному острові біля північного завершення значно більшого острова Бугенвіль).
28 вересня та 2 жовтня 1943-го Ісокадзе у складі значної групи есмінців виходив до Коломбангари (центральна частина архіпелагу Нью-Джорджія) в межах операції з евакуації гарнізону острова. 6—7 жовтня 1943-го Ісокадзе та ще 8 есмінців провели евакуацію гарнізону з Велья-Лавелья, при цьому японський загін був вимушений вступити в бій із ворожими есмінцями, в якому зазнав поразки (втім, саме Ісокадзе при цьому не постраждав).
На початку жовтня 1943-го американське авіаносне з'єднання здійснило рейд проти розташованого на північному сході Мікронезії острова Вейк. У цих умовах 8—10 жовтня Ісокадзе ескортував важкий крейсер «Судзуя», який перейшов з Рабаула на Трук для підсилення розміщених там сил флоту. За тиждень японці на основі радіоперехоплення вирішили, що готується нова атака на Вейк, і 17 жовтня вислали з Труку до Еніветоку (крайній північний захід Маршаллових островів) головні сили, у складі охорони яких був і Ісокадзе. Кілька діб з'єднання безрезультатно очікувало ворога, після чого 26 жовтня повернулось на Трук.
1 листопада 1943-го Ісокадзе приєднався до охорони конвою «Тей № 4 Го» (частина операції «Тей Го», метою якої була доставка з Азії значних військових контингентів для підсилення ряду гарнізонів Океанії). Загін попрямував на південь до архіпелагу Бісмарка, при цьому 3 листопада за сотню кілометрів на північ від Кавієнга (друга за значенням японська база в архіпелазі Бісмарка на північному завершенні острова Нова Ірландія) став ціллю для ворожої авіації. Транспорт «Кійосумі-Мару», який перевозив близько тисячі військовослужбовців, втратив хід, тому більша частина ескорту — два легкі крейсери та Ісокадзе — розпочали операцію проведення його на буксирі до Кавієнгу, куди загін прибув надвечір 4 листопада. Одразу після того кілька кораблів вийшли в напрямку Рабаула та за півтора десятка кілометрів від Кавієнгу потрапили на мінне поле, виставлене підводним човном USS Silversides. Ісокадзе зазнав пошкоджень, які зменшили його максимальну швидкість до 16 вузлів (також був пошкоджений легкий крейсер «Ісудзу», а гідрографічне судно «Цукусі» і транспорт «Рюосан-Мару» загинули). 6 листопада Ісокадзе прибув на Трук для аварійного ремонту, а 12—18 листопада пройшов для повноцінного відновлення до Куре в загоні з важкими крейсерами «Мьоко» і «Хагуро» та есмінцем «Сірацую» (всі вони були пошкоджені в ніч проти 2 листопада біля Бугенвілю. Під час битви в затоці Імператриці Августи). Під час ремонту з Ісокадзе демонтували одну з гармат головного калібру та встановили замість неї дві строєні установки 25-мм зенітних автоматів.
З 6 по 26 січня 1944-го Ісокадзе разом зі ще одним есмінцем ескортував транспорт «Асака-Мару» з Йокосуки до Маршаллових островів (на атоли Кваджелейн та Еніветок), а потім на Трук.
Станом на початок лютого 1944-го японське командування вже розуміло, що подальше перебування великих сил флоту на Труці наражає їх на невиправдану небезпеку і розпочало виведення. 1—4 лютого Ісокадзе разом зі ще 4 есмінцями пройшов у охороні 2 лінкорів та 3 важких крейсерів на Палау. 8 лютого Ісокадзе повернувся на Трук і 10—13 лютого разом із 3 іншими есмінцями супроводив на Палау новий загін, який включав 4 важкі крейсери (а вже 17 лютого база на Труці була розгромлена під час рейду американського авіаносного з'єднання).
16—21 лютого 1944-го Ісокадзе пройшов у район Сінгапуру до якірної стоянки Лінгга, куди японське командування вирішило перемістити з Японії головні сили флоту (через дії підводних човнів на комунікаціях процес підвезення пального до метрополії був дуже ускладнений, тому вирішили базувати кораблі ближче до районів нафтовидобутку).
З 11 березня по 9 квітня 1944-го Ісокадзе займався ескортуванням конвоїв за маршрутом Лінгга — Палау — Давао — Лінгга, а 12—15 травня есмінець супроводжував сили флоту, які пройшли з Лінгга до Таві-Таві (на однойменному острові у філіппінському архіпелазі Сулу поблизу центрів нафтової промисловості Борнео) в межах підготовки до відбиття неминучої атаки на основний оборонний периметр імперії (Маріанські острови — Палау — західне завершення Нової Гвінеї).
12 червня 1944-го американці розпочали операцію з оволодіння Маріанськими островами і невдовзі головні сили японського флоту вийшли для контратаки, а 19—20 червня зазнали важкої поразки в битві у Філіппінському морі. Під час цих подій Ісокадзе разом з 6 іншими есмінцями та легким крейсером забезпечував охорону загону «А», при цьому ескорт не зміг захистити головні кораблі від підводних човнів, які 19 червня потопили 2 із 3 авіаносців. Ісокадзе допомагав торпедованому авіаносцю «Тайхо», а потім взяв участь у порятунку моряків з нього. За кілька діб головні сили японського флоту прибули до Японії.
8—20 липня 1944-го Ісокадзе супроводжував лінкори «Конго» та «Нагато» і важкий крейсер «Могамі» з Куре до Лінгга. 12—19 вересня Ісокадзе перейшов назад до Куре, а 22 вересня — 4 жовтня разом зі ще 3 есмінцями супроводив звідси до Лінгга лінкори «Фусо» та «Ямасіро».
18 жовтня 1944-го головні сили японського флоту полишили Лінгга для підготовки до протидії неминучій ворожій атаці на Філіппіни. Вони пройшли через Бруней, після чого розділились на два з'єднання. Ісокадзе увійшов до ескорту головних сил адмірала Куріти, які 24 жовтня під потужними ударами американської авіації прямували через море Сібуян (внутрішня частина Філіппінського архіпелагу на південь від острова Лусон). Потім вони вийшли до Тихого океану і 25 жовтня 1944-го провели бій біля острова Самар з групою ескортних авіаносців, під час якого Ісокадзе взяв участь у потопленні есмінця USS Johnston. 26 жовтня 1944-го під час відступу через внутрішні моря Філіппін японські кораблі знову потрапили під атаки авіації, при цьому під час всього походу Ісокадзе не мав якихось пошкоджень. Наприкінці жовтня есмінець прибув до Брунею разом із залишками флоту.
9—12 листопада 1944-го Ісокадзе виходив з Брунею до моря Сулу для підтримки операції з доставлення підкріплень на острів Лейте (де й висадився перший десант союзників на Філіппінах).
16 листопада 1944-го Ісокадзе разом зі ще 3 есмінцями та легким крейсером розпочав ескортування 3 лінкорів, які японське командування вирішило перевести з Брунею до метрополії. Біля островів Спратлі до охорони приєднались 2 ескортні есмінці, проте вони супроводжували загін лише до Мако (база ВМФ на Пескадорських островах у південній частині Тайванської протоки). Вже після виходу до Східнокитайського моря кораблі були атаковані підводним човном, який потопив лінкор «Конго» та есмінець. Інші лінкори попрямували уперед під охороною одного есмінця та легкого крейсера, тоді як Ісокадзе та есмінець «Хамакадзе» провели порятунок вцілілих з «Конго» (есмінець «Уракадзе» після торпедування вибухнув і з нього не врятувався жоден член екіпажу). Після цього вони відновили свій рух на північ, а 24—25 жовтня супроводили лінкор «Нагато» зі Внутрішнього Японського моря до Йокосуки.
28—29 листопада 1944-го Ісокадзе разом із двома іншими есмінцями супроводжували авіаносець «Сінано», який прямував з Йокосуки для добудови у Внутрішньому Японському морі. На цьому переході «Сінано» був торпедований підводним човном.
31 грудня 1944-го Ісокадзе разом зі ще 3 есмінцями та легким авіаносцем «Рюхо» почали супроводження до конвою HI-87, який за кілька діб досягнув Формози. 8 січня 1945-го есмінець «Хамкадзе» отримав пошкодження унаслідок зіткнення з транспортом, після чого Ісокадзе супроводив його до Мако. 12—18 січня Ісокадзе ескортував «Рюхо» з Кіруна (наразі Цзілун на півночі Тайваню) до Куре.
6 квітня 1945-го Ісокадзе разом зі ще 7 есмінцями та легким крейсером вийшов для ескорту лінкора «Ямато», що вирушив у самогубну місію проти союзного флоту, який розпочав операцію на Окінаві. 7 квітня більшість загону разом з «Ямато» загинула від потужних атак авіації. Ісокадзе унаслідок близьких вибухів втратив здатність до кермування, загинуло 20 членів екіпажу. Есмінець «Юкікадзе» зняв з Ісокадзе 285 моряків, після чого добив його артилерією.